# Потёмкин, Василий Васильевич (физик)
Василий Васильевич Потёмкин (06.08.1917 Ровно — 17.10.1999) — российский учёный, доктор физико-математических наук, профессор МГУ.

## Биография
Родился 6 августа 1917 года в Ровно, где родители работали в полевом госпитале русской армии. Сын врача и химика Василия Васильевича Потёмкина.
С начала 1930-х годов жил в Москве, где его отец преподавал на химическом факультете МГУ.
В 1935 году поступил на физический факультет МГУ и после его окончания (1940) принят в аспирантуру. В том же году призван в РККА, служить в Забайкальском военном округе. После начала войны направлен в военно-политическое училище. С февраля 1942 по март 1944 года — в действующей армии, комиссар батальона 1142 артиллерийского полка. 
С 1944 года инженер в НИИ-5, участвовал в разработке радиолокационных станций и подготовке их к эксплуатации в боевых условиях.
В 1946 году возобновил обучение в аспирантуре физического факультета МГУ и после защиты диссертации вёл в университете научную и преподавательскую работу на кафедре физики колебаний.
В 1971 году — доктор физико-математических наук, тема диссертации «Шумы в нелинейных реактивных системах»). Профессор.
Подготовил 15 кандидатов наук и 7 докторов наук.
Умер в 1999 году. Похоронен на Даниловском кладбище.

## Область научных интересов
Избыточные (превышающие уровень тепловых) флуктуации в различных физических системах. Их кратко называют «шумами вида 1/f», где f — частота.
Под его руководством были проведены исследования шумов в разнообразных системах: сверхпроводниках, тонких магнитных плёнках, солнечных батареях, в сканирующем туннельном микроскопе.

## Публикации
Автор более 100 публикаций по избыточным флуктуациям в различных физических системах. Автор учебника:
- В. В. Потемкин. Радиофизика. — Учеб. пособие для физ. спец. вузов. — М.: Изд-во МГУ, 1988. — 259 с. — 7750 экз. — ISBN 5-211-00154-0.
- В. В. Потемкин, А. М. Бузько, Ю. В. Горохов, «Эффект депрессии магнитного шума при низких температурах», Докл. АН СССР, 217:6 (1974), 1287—1288

## Награды
Медаль «За победу над Германией».